# Pseudaphelia ansorgei
Pseudaphelia ansorgei är en fjärilsart som beskrevs av Rothschild 1892. Pseudaphelia ansorgei ingår i släktet Pseudaphelia och familjen påfågelsspinnare. Inga underarter finns listade i Catalogue of Life.